# Монте-Сан-П'єтранджелі
Монте-Сан-П'єтранджелі (італ. Monte San Pietrangeli) — муніципалітет в Італії, у регіоні Марке,  провінція Фермо.
Монте-Сан-П'єтранджелі розташоване на відстані близько 170 км на північний схід від Рима, 50 км на південь від Анкони, 13 км на захід від Фермо.
Населення — 2507 осіб (2014).
Щорічний фестиваль відбувається 3 лютого. Покровитель — святий Власій.

## Демографія
Населення за роками:

Станом на 1 січня 2023 року в муніципалітеті офіційно проживало 205 іноземців з 22 країн, серед них 51 громадянин країн Євросоюзу та 8 громадян України.

## Сусідні муніципалітети
- Корридонія
- Франкавілла-д'Ете
- Монте-Сан-Джусто
- Монтеджорджо
- Монтегранаро
- Рапаньяно
- Торре-Сан-Патриціо